# Montagny-près-Yverdon
Pour les articles homonymes, voir Montagny.
Montagny-près-Yverdon est une commune suisse du canton de Vaud, située dans le district du Jura-Nord vaudois.

## Géographie

### Localisation
Le centre de Montagny-près-Yverdon est situé à 3 km à vol d'oiseau d'Yverdon-les-Bains. Le territoire communal, d'une superficie de 3,6 km2, est situé au nord-ouest d'Yverdon-les-Bains. La zone industrielle le Bey est le point le plus étroit de la commune, large de 100 mètres et bordant le lac de Neuchâtel. Le point le plus haut de la commune est à 500 mètres d'altitude au-dessus de la Brinaz.
En 1997, 20 % du territoire sont constitués de terrain constructible et 6 % de forêts ; les 72 % restants sont consacrés à l'agriculture et 72 % de zone improductive.
Les communes voisines de Montagny-près-Yverdon sont Grandson, Valeyres-sous-Montagny, 
Champvent, Chamblon, Treycovagnes, et Yverdon-les-Bains.

## Population

### Surnom
Les habitants de la commune sont surnommés lè fouetta-corbé (les fouette-corbeaux en patois vaudois, peut-être parce que la commune se serait autrefois appelée Montagny-le-Corbe),.

### Démographie

#### Évolution de la population
Montagny-près-Yverdon compte 772 habitants au 31 décembre 2022 pour une densité de population de 219 hab/km2. Sur la période 2010-2019, sa population a augmenté de 5,7 % (canton : 12,9 % ; Suisse : 9,4 %).  

#### Pyramide des âges
En 2020, le taux de personnes de moins de 30 ans s'élève à 35,2 %, similaire à la valeur cantonale (35 %). Le taux de personnes de plus de 60 ans est quant à lui de 23,8 %, alors qu'il est de 21,9 % au niveau cantonal.
La même année, la commune compte 373 hommes pour 365 femmes, soit un taux de 50,5 % d'hommes, supérieur à celui du canton (49,1 %).
| Hommes | Classe d’âge | Femmes |
| ------ | ------------ | ------ |
| 0,8    | 90 ans ou +  | 0,5    |
| 6,7    | 75 à 89 ans  | 7,9    |
| 17,4   | 60 à 74 ans  | 14,2   |
| 19,8   | 45 à 59 ans  | 23,6   |
| 19,8   | 30 à 44 ans  | 18,6   |
| 20,4   | 15 à 29 ans  | 17,5   |
| 15,0   | - de 14 ans  | 17,5   |

| Hommes | Classe d’âge | Femmes |
| ------ | ------------ | ------ |
| 0,5    | 90 ans ou +  | 1,4    |
| 6,1    | 75 à 89 ans  | 8,2    |
| 13,3   | 60 à 74 ans  | 14,3   |
| 21,5   | 45 à 59 ans  | 21,2   |
| 22,0   | 30 à 44 ans  | 21,4   |
| 19,6   | 15 à 29 ans  | 18,0   |
| 16,9   | - de 14 ans  | 15,5   |

## Économie
La commune était marquée principalement par l'agriculture jusqu'à la deuxième moitié du XXe siècle. Encore aujourd'hui, l'agriculture, l'élevage et dans une moindre mesure la viticulture ont une signification importante dans la structure de la population active. Montagny reçoit sur son sol la zone commerciale En Chamard, comprenant un nombre important de commerce et d'entreprises dans les domaines de l'alimentation, la construction, les loisirs et la restauration.
Beaucoup d'actifs sont des travailleurs pendulaires, qui travaillent notamment à Yverdon-les-Bains.

## Transports
La commune est desservie par la route en provenance d'Yverdon-les-Bains et par l'autoroute A5. La ligne de chemin de fer TRAVYS dispose d'un arrêt à la Brinaz, à proximité de la zone En Chamard. Les bus urbains de la compagnie TRAVYS desservent la commune.

## Histoire
Montagny vient de « montaniacum », domaine « acum » d'un romain du nom de Montanius.
Les chroniques citent « Montagniaco » en 1149 déjà et les premiers seigneurs de cette terre furent les puissants sires de Montfaucon ou Montfalcon, en Bourgogne. Un château médiéval dont les origines remontent à cette époque est encore visible.
Les armoiries de Montagny apparaissent sur un sceau communal en 1733. D'argent à la pince d'écrevisse de gueules en pal, elles définissent, selon une tradition, le symbole d'un partage qui eut lieu avec la commune d'Onnens, car cette dernière a, sur ses armoiries, une écrevisse amputée d'une pince.
Lieu de passage bien avant la construction de l'autoroute et le projet de canal du Rhône au Rhin, le site de Montagny était traversé, autrefois, par la voie romaine reliant Yverdon et Orbe.